# Chlorophorus mushanus
Chlorophorus mushanus är en skalbaggsart som beskrevs av Masaki Matsushita 1931. Chlorophorus mushanus ingår i släktet Chlorophorus och familjen långhorningar.
Artens utbredningsområde är Taiwan. Inga underarter finns listade i Catalogue of Life.